# 6214 Міхаілгріньов
6214 Міхаілгріньов (6214 Mikhailgrinev) — астероїд головного поясу, відкритий 26 вересня 1971 року.
Тіссеранів параметр щодо Юпітера — 3,176.